# Centaurea microcnicus
Centaurea microcnicus — вид квіткових рослин айстрових (Asteraceae). Ареал: Ірак, Ліван, Сирія.